# Pietà Jedlersdorfer Platz

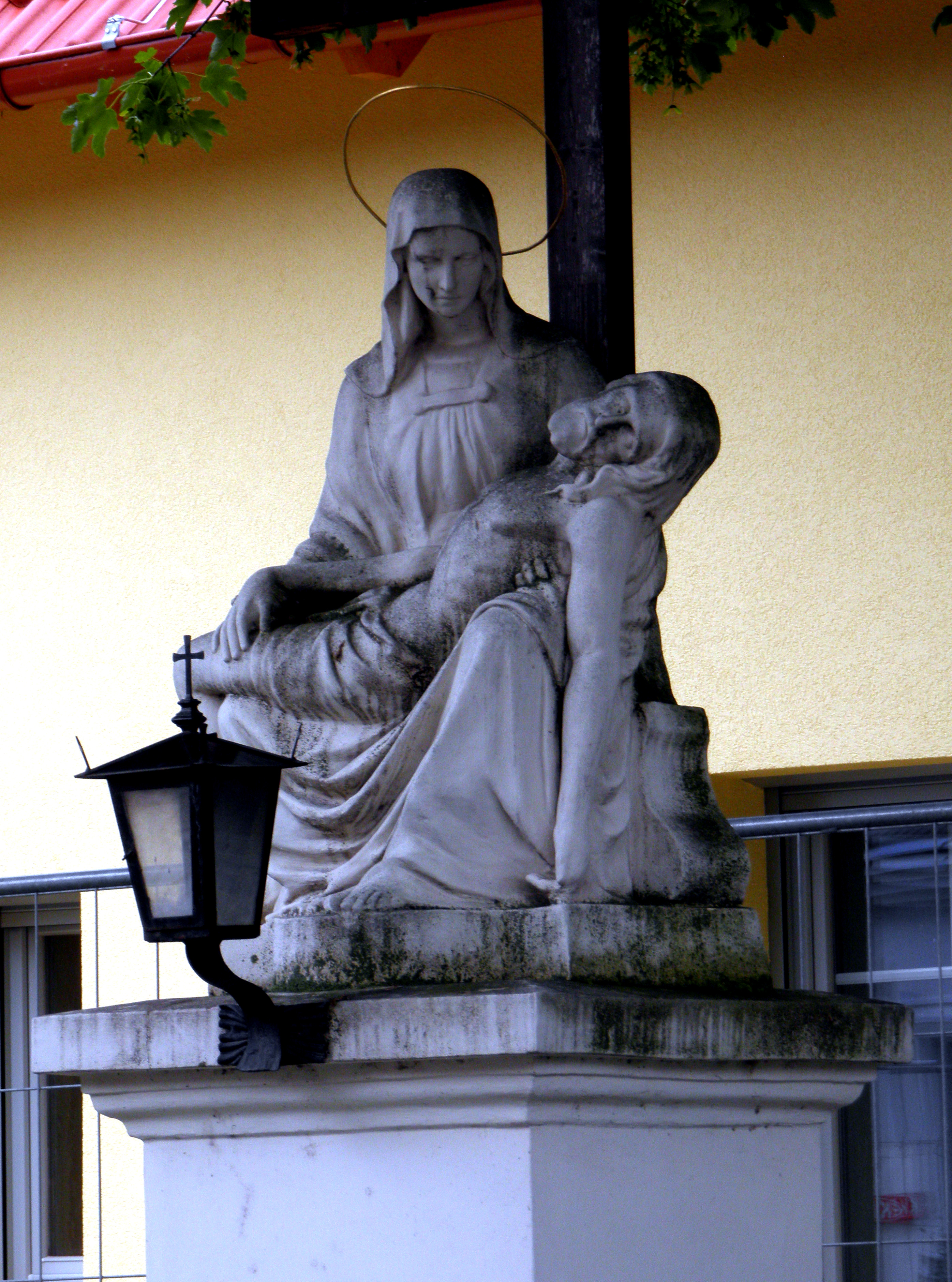
Pietà am Jedlersdorfer Platz

Die Pietà ist ein Figurenbildstock auf dem Gehsteig vor dem Haus Jedlersdorfer Platz 2 in Jedlersdorf im 21. Wiener Gemeindebezirk Floridsdorf.

## Beschreibung
Die Pietà aus dem 19. Jahrhundert sitzt über einem hohen Vierkantsockel vor einem hohen Holzkreuz. Unter der Plinthe der Statue ist eine Eisenlaterne montiert, 